# 继承 (计算机科学)
继承（英語：inheritance）是面向对象软件技术当中的一个概念。如果一个类別B「继承自」另一个类別A，就把这个B称为「A的子类」，而把A称为「B的父类別」也可以称「A是B的超类」。继承可以使得子类具有父类的各种属性和方法，而不需要再次编写相同的代码。在令子类別继承父类別的同时，可以重新定义某些属性，并重写某些方法，即覆盖父类別的原有属性和方法，使其获得与父类別不同的功能。另外，为子类追加新的属性和方法也是常见的做法。
一般靜態的物件導向程式語言，繼承屬於靜態的，意即在子類別的行為在編譯期就已經決定，無法在執行期擴充。
有些编程语言支持多重继承，即一个子类可以同时有多个父類別，比如C++编程语言；而在有些编程语言中，一个子類只能继承自一个父類別，比如Java编程语言，这时可以透過實作接口来实现与多重继承相似的效果。
現今物件導向程式設計技巧中，繼承並非以繼承類別的「行為」為主，而是繼承類別的「型態」，使得元件的型態一致。另外在設計模式中提到一個守則，「多用合成，少用繼承」，此守則也是用來處理繼承無法在執行期動態擴充行為的遺憾。